# Тана (місто)
Та́на (Танаїс) — історичний міський і торговий центр у гирлі річки Дону, що існував протягом ХІІ — XV століть. Вперше згадується в кінці ХІІ століття.
1313 року Венеція заснувала в Тані свою колонію, але незабаром місто перейшло до Генуї.
У Тані закінчувався караванний шлях, яким з Китаю привозили шовкові тканини, що їх тут перевантажували на галери і везли до Італії, звідки вже потім розвозили по всій Європі.
Місто знищене 1395 року під час війни еміра Тимура з ханом Золотої Орди Тохтамишем. Незабаром Тана втратила своє значення. Після 1475 року вона опинилася під османською владою і незабаром припинила своє існування; на її місці постало місто Азов.